# Auferstehungskirche (Katowice)

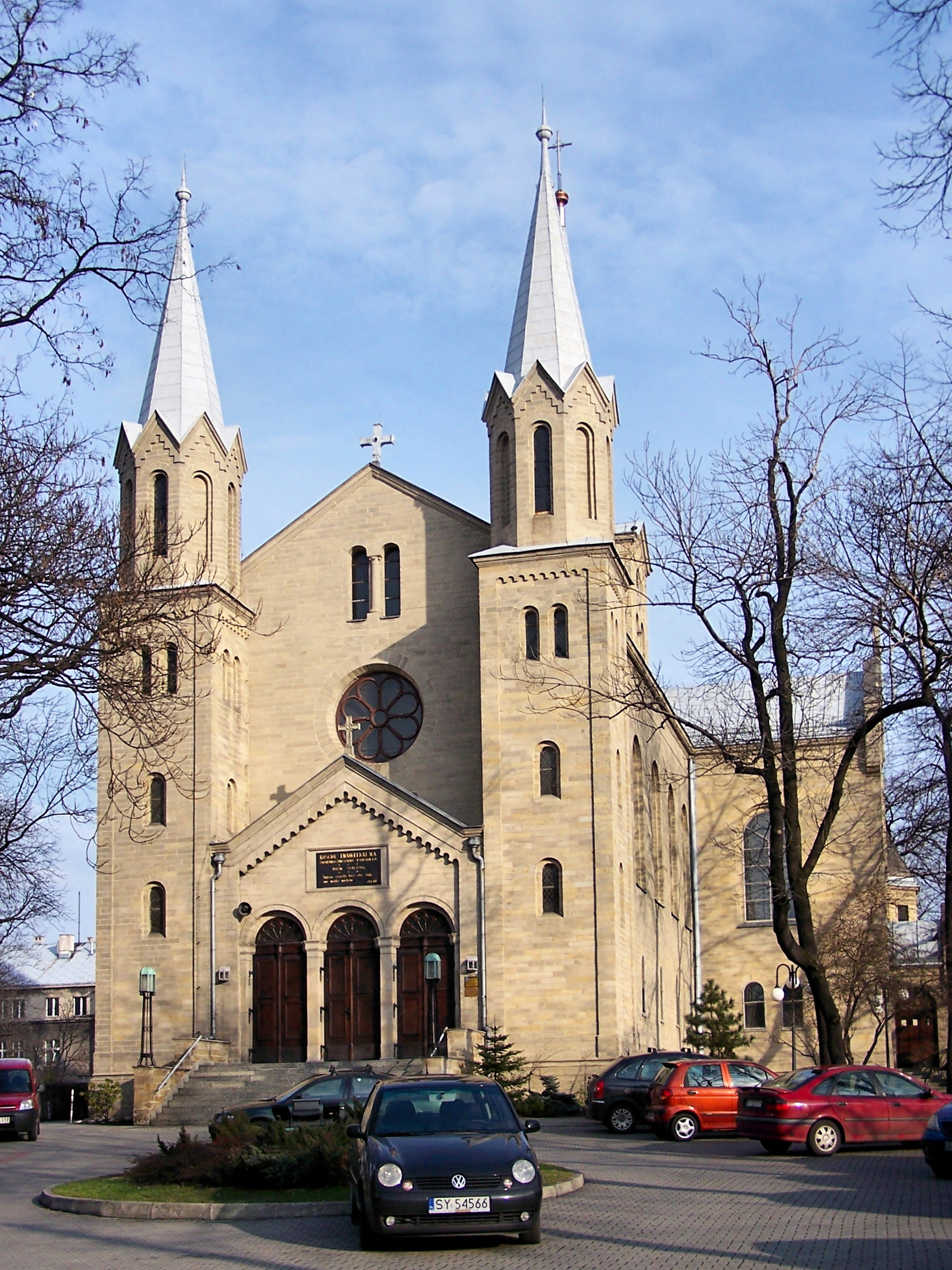
Auferstehungskathedralkirche zu Katowice

Die Auferstehungskirche in Kattowitz (polnisch Kościół Zmartwychwstania Pańskiego) ist Parochial- und Bischofskirche, Kathedrale der Diözese Katowice der Evangelisch-Augsburgischen Kirche in Polen.

## Lage
Der Kirchenbau ist geostet und liegt in der historischen Hauptstraße der Stadt, der ul. Warszawska (früher Friedrichstraße), östlich des Rings in der Innenstadt von Katowice.

## Geschichte

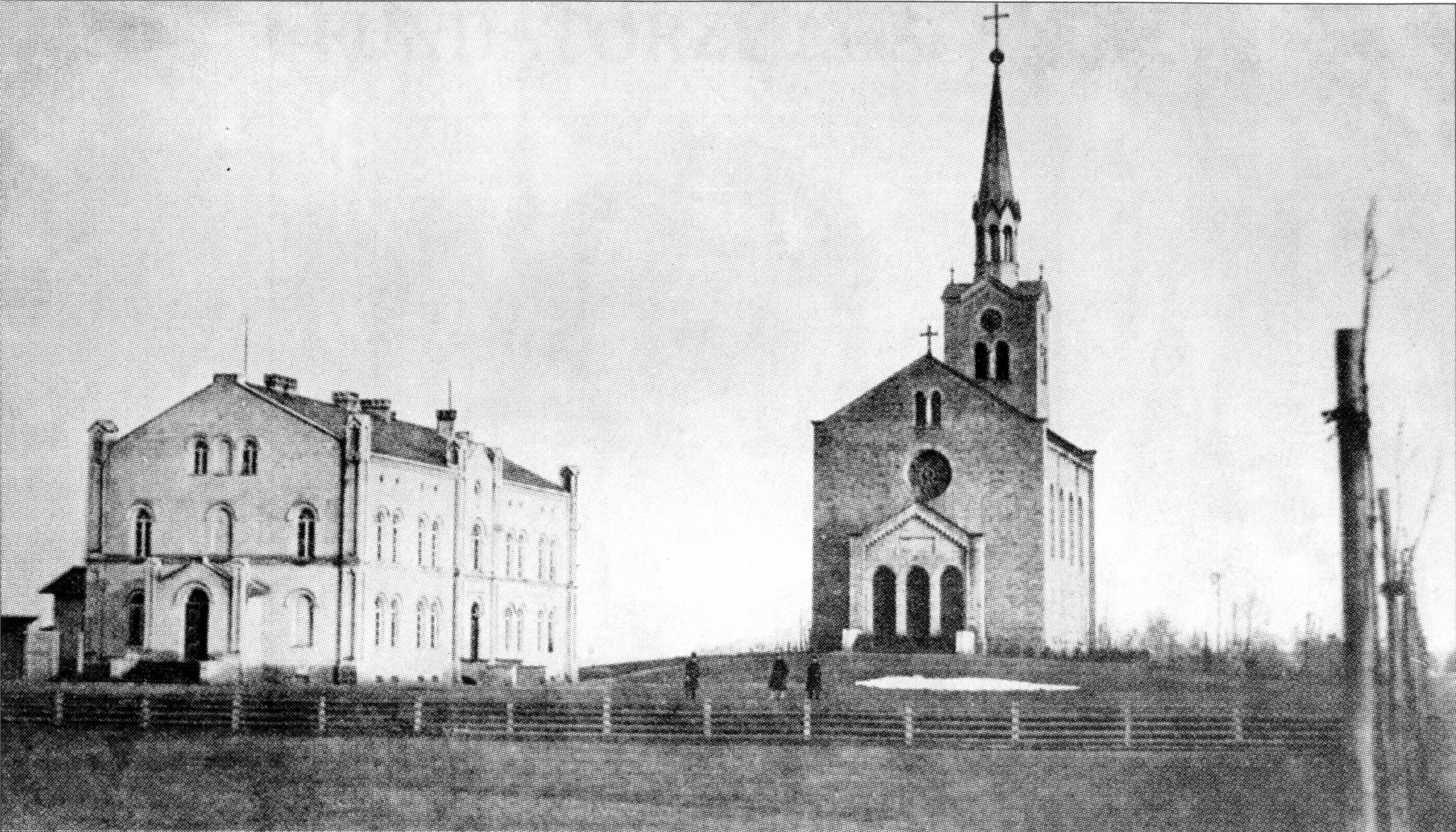
Der Ursprungsbau

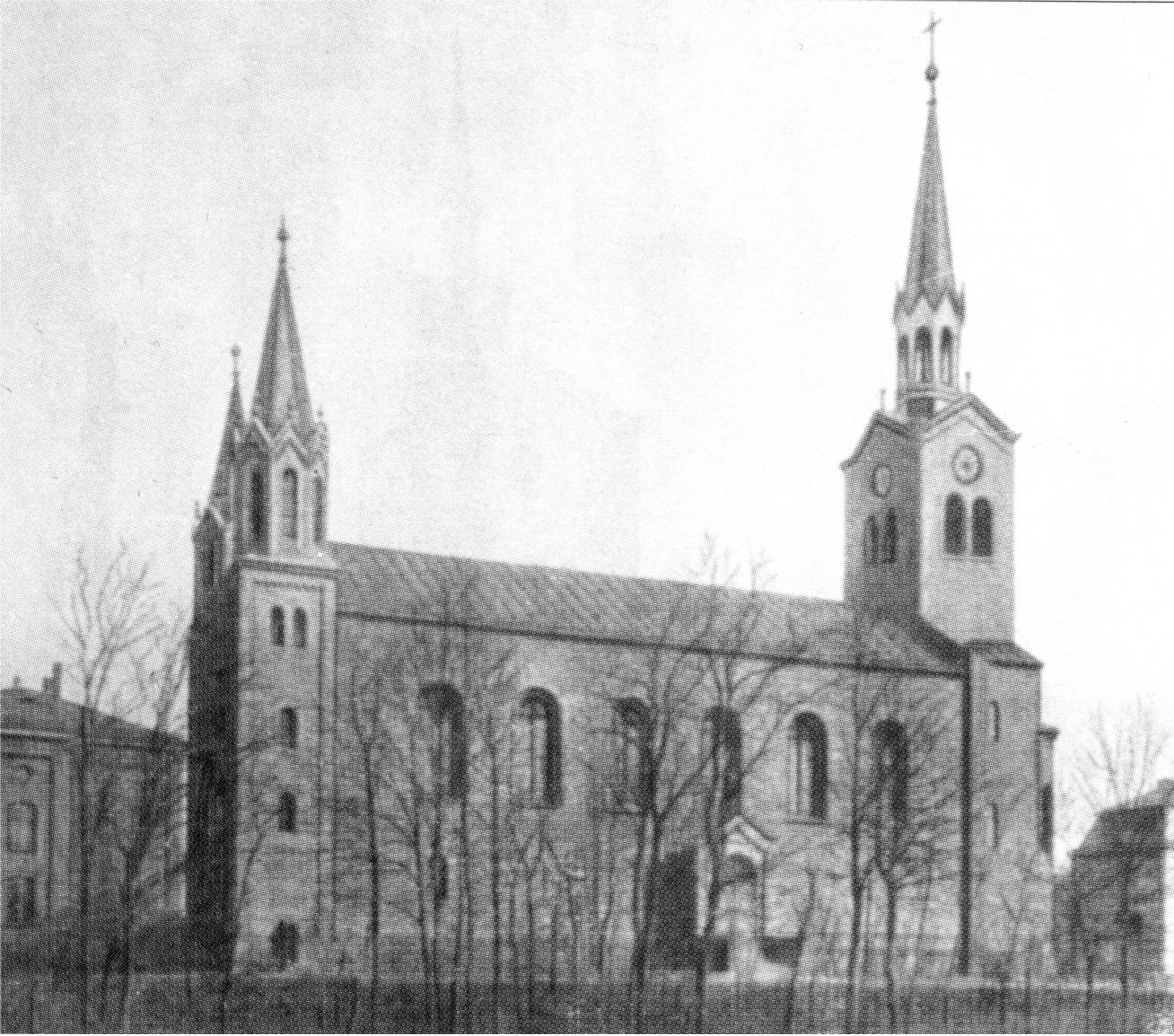
Kirche nach dem ersten Umbau

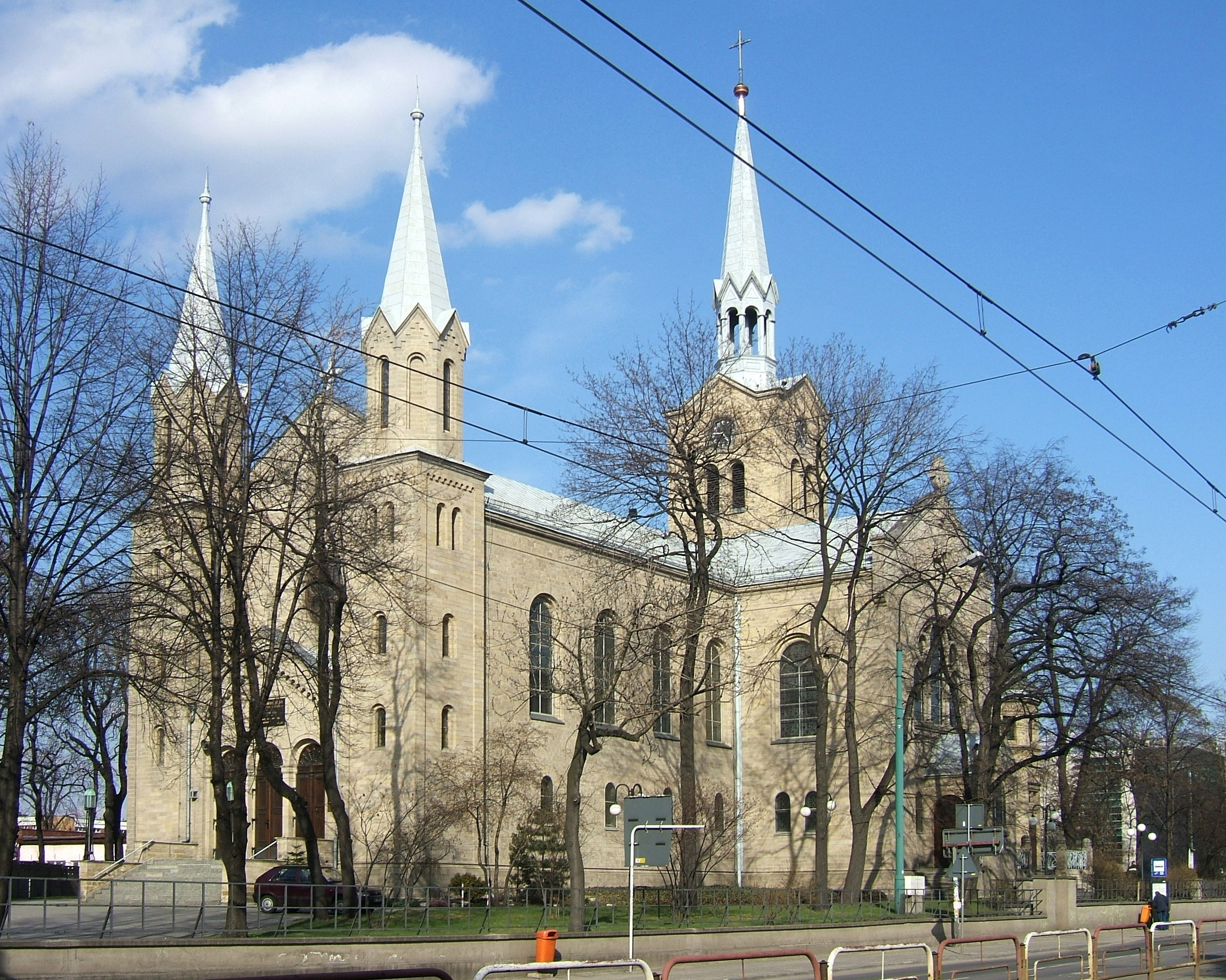
Auferstehungskathedralkirche heute

Im Zuge der Gegenreformation der Habsburger war Oberschlesien zum überwiegenden Teil zum römisch-katholischen Glauben zurückgekehrt. Nachdem die Region und mit ihr Katowice 1742 (Schlesische Kriege) an Preußen gefallen war, besserte sich die Lage für den Protestantismus erheblich. Im 19. Jahrhundert nahm Kattowitz im Zuge der Industrialisierung eine rasante Entwicklung vom Dorf zur Industriestadt. Mit der starken Bevölkerungszunahme wuchs auch der evangelische Bevölkerungsteil. Zu Anfang des 19. Jahrhunderts lebten noch 32 Protestanten in Katowice, die zuerst dem nach der Reformation wiedergegründeten Kirchspiel Beuthen und danach Königshütte angehörten.
Seit 1854 wurden die Gottesdienste in einem Betsaal der Marthahütte gefeiert. 1856 gründete die Evangelische Landeskirche in Preußen (Altpreußische Union) schließlich das Kirchspiel Katowice, das alle Nachbarorte der Gemeinde umfasste und 468 Gemeindemitglieder zählte. Damals bestand bereits ein Entwurf des Architekten Richard Lucae aus Berlin (in Zusammenarbeit mit Friedrich August Stüler) für einen Kirchenbau, dessen Grundstein am 17. Juli 1856 gelegt werden konnte. Die kleine protestantische Gemeinde errichtete den ersten steinernen Kirchenbau Kattowitz’, was mit der Tatsache zu erklären ist, dass die Stadtväter Friedrich Wilhelm Grundmann und Richard Holtze sowie der Gutsbesitzer Hubert von Tiele-Winckler evangelischer Konfession waren und das Bauvorhaben unterstützten. So spendete beispielsweise Tiele-Winckler 5000 Taler und stellte das Grundstück für den Neubau bereit. Nach zweijähriger Bauzeit konnte der Bau am 29. September 1858 eingeweiht werden. Die fertiggestellte Auferstehungskirche war ein Saalbau in der Tradition des Schinkelschen Rundbogenstils, bzw. seiner Berliner Vorstadtkirchen, mit vier Fensterachsen und einem Glockenturm über dem Altarraum.
Von 1859 bis 1860 wurde neben der Kirche eine evangelische Schule errichtet. 1875 folgte schließlich ein eigenes Pfarrhaus. Bald reichten die 304 Sitzplätze für die wachsende Gemeinde nicht mehr aus, die 1883 bereits 3.475 Seelen zählte. Deshalb wurde bei einem ersten Ausbau der Kirche, der von 1887 bis 1889 nach Plänen des Baumeisters Paul Jackisch aus Beuthen vollzogen wurde, die Länge des Kirchenschiffs um zwei Fensterachsen auf 30 Meter verdoppelt. Die alte Fassade wurde neu aufgebaut und um zwei niedrige Zwillingstürme ergänzt. Gegen Ende des 19. Jahrhunderts wuchs die Zahl der Gemeindemitglieder auf 10.000 an und die Kirche wurde 1899/1900 abermals erweitert; ein neues Querhaus, entworfen vom Architekten Friedrich Mettegang aus Köln, gab der Kirche ihr heutiges Gesicht. Mit den neu geschaffenen großen Emporen bestanden Sitzplätze für 1250 Menschen. 1901 wurden drei Glocken der Firma Ullrich zum Preis von 6.956 Mark angeschafft.
Obwohl sich die große Mehrheit der Bevölkerung für den Verbleib bei Deutschland ausgesprochen hatte, fiel Katowice 1922 an Polen. Die 17 evangelischen Kirchengemeinden der altpreußischen Kirchenprovinz Schlesien im abgetretenen Ostoberschlesien bildeten 1923 die Unierte Evangelische Kirche in Polnisch Oberschlesien (Kościół Ewangelicko-Unijny na Polskim Górnym Śląsku) mit etwa 30.000 Mitgliedern (Stand 1936) und Sitz in Katowice. Die Auferstehungskirche war Hauptkirche dieser Landeskirche, die bis zum Auslaufen des Deutsch-Polnischen Abkommens über Oberschlesien (Genfer Abkommen) 1937 zugleich den Status einer altpreußischen Kirchenprovinz hatte. In der Zwischenkriegszeit verließen viele Deutsche die Stadt und die Zahl der Gemeindemitglieder schrumpfte von 16.000 vor dem Ersten Weltkrieg auf nur noch 6.000.
Bei der Eroberung der Stadt durch die Wehrmacht 1939 wurde vom Turm der evangelischen Kirche auf die Soldaten geschossen, wovon noch ein Einschussloch in der kleinsten Glocke zeugt. Nach dem Zweiten Weltkrieg und der Vertreibung des Großteils der deutschen Bevölkerung zählte die Gemeinde nur noch rund 1600 Mitglieder, ihr Gotteshaus wurde enteignet und der römisch-katholischen Kirche übergeben. Wie viele andere nach 1945 von der evangelischen Kirche übernommene Kirchen, insbesondere in den Ostgebieten des Deutschen Reiches wurde die Auferstehungskirche nun nach dem polnischen Märtyrer und Jesuiten Andreas Bobola benannt. 1947 gelang es der evangelischen Gemeinde, das Gotteshaus zurückzuerhalten, das nach Umbauten der kurzen katholischen Nutzung renoviert werden musste. In neuerer Zeit wurde die Ausmalung des Inneren wiederhergestellt.

## Architektur

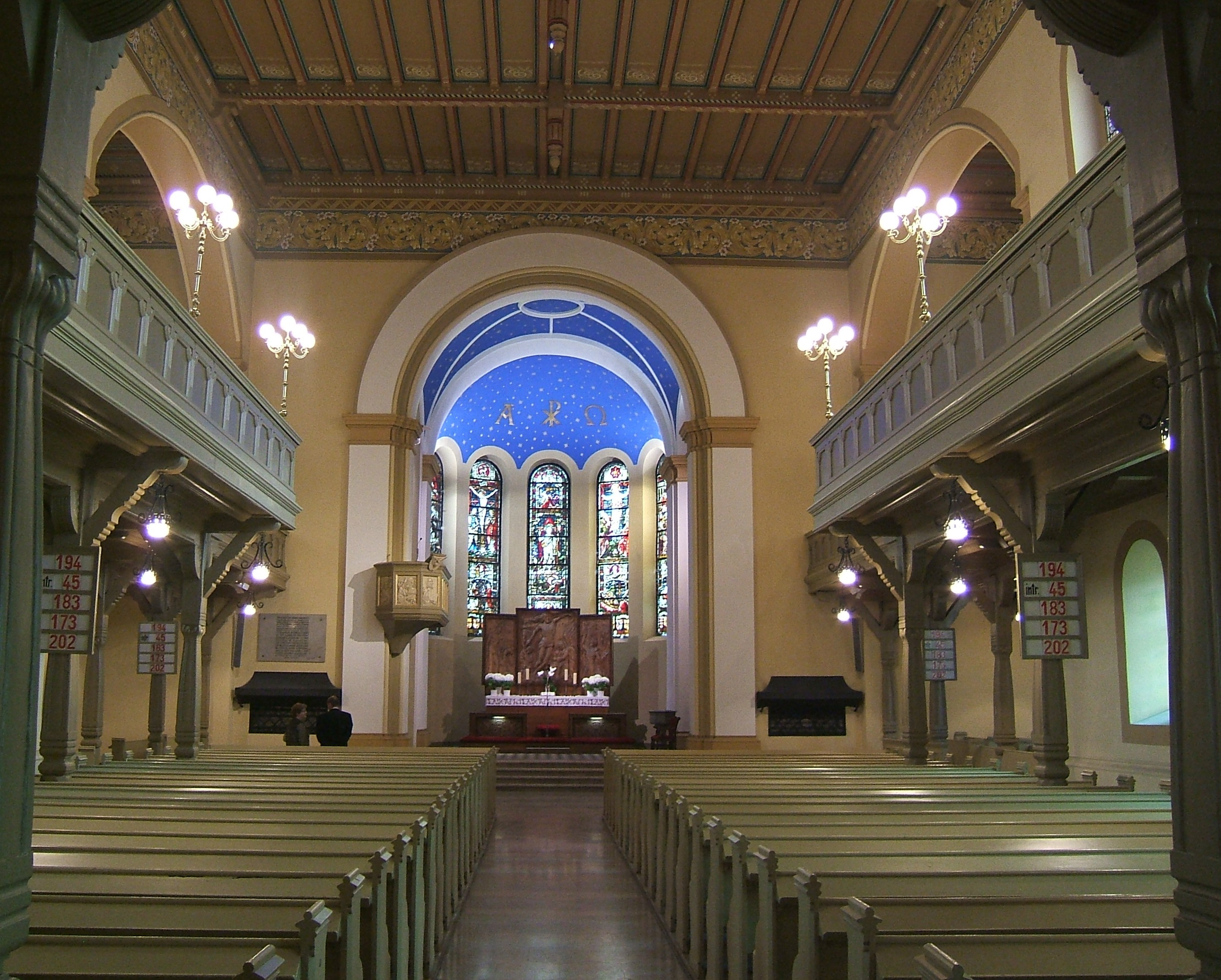
Inneres der Kirche

Bis auf den Querhausanbau von 1900 in neoromanischen und Jugendstil-Formen, stellt die Auferstehungskirche einen einheitlichen Saalbau im Rundbogenstil dar. Die Natursteinfassade der Kirche wird von zwei Türmen flankiert und entspricht mit dem niedrigen Eingangsportikus mit drei Portalen und der Rosette dem Ursprungsbau von 1856–58. Zum Kernbau Richard Lucaes gehören der Hauptturm, die Apsis sowie ein Teil des Langhauses.
Über dem Eingangsbereich befindet sich die Musikempore mit der Sauer-Orgel von 1922.
U-förmig zieht sich die Empore an den Langhauswänden entlang zur Vierung, wo sie auf die großen Emporen des Querhauses trifft. Die Querhausarme sind durch langgezogene Arkadenbögen vom Hauptschiff optisch getrennt. Den oberen Wandabschluss bildet ein gemalter, floraler Fries, über dem sich die bemalte Holzdecke anschließt. Nur der fünfseitig geschlossene Chor hat ein Gewölbe. Die Buntglasfenster im Chor schuf die Firma Reuter und Reichardt aus Köln. Sie zeigen Szenen des Alten und des Neuen Testaments sowie die Stifterwappen derer von Thiele-Winckler. Das hölzerne Altarbild der Auferstehung ist ein Werk Artur Cieńciałas. Die Kanzel mit der Darstellung der vier Evangelisten stammt dagegen aus dem 19. Jahrhundert.

## Glocken

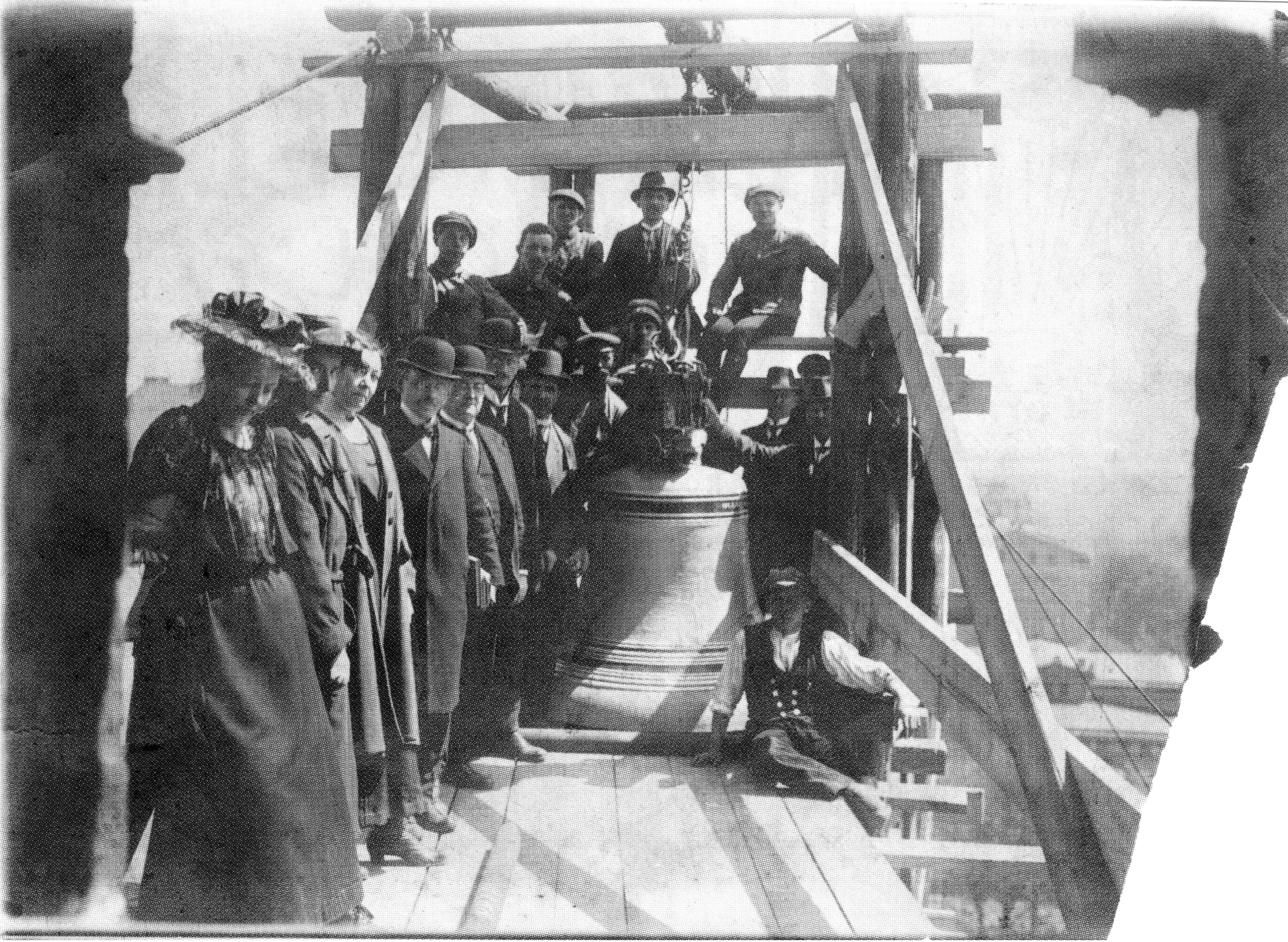
Glockenaufzug am 23. September 1901

Die Glocken der Firma Ullrich wurden am 23. September 1901 im Glockenturm aufgehängt.
| Nr. | Inschrift                               | Schlagton | Gewicht kg |
| --- | --------------------------------------- | --------- | ---------- |
| 1   | O Land, Land, Land, höre des Herrn Wort | es1       | 1286       |
| 2   | Lasst euch versöhnen mit Gott           | g1        | 640        |
| 3   | Kommt, denn es ist alles bereit         | b1        | 375,5      |

## Orgel

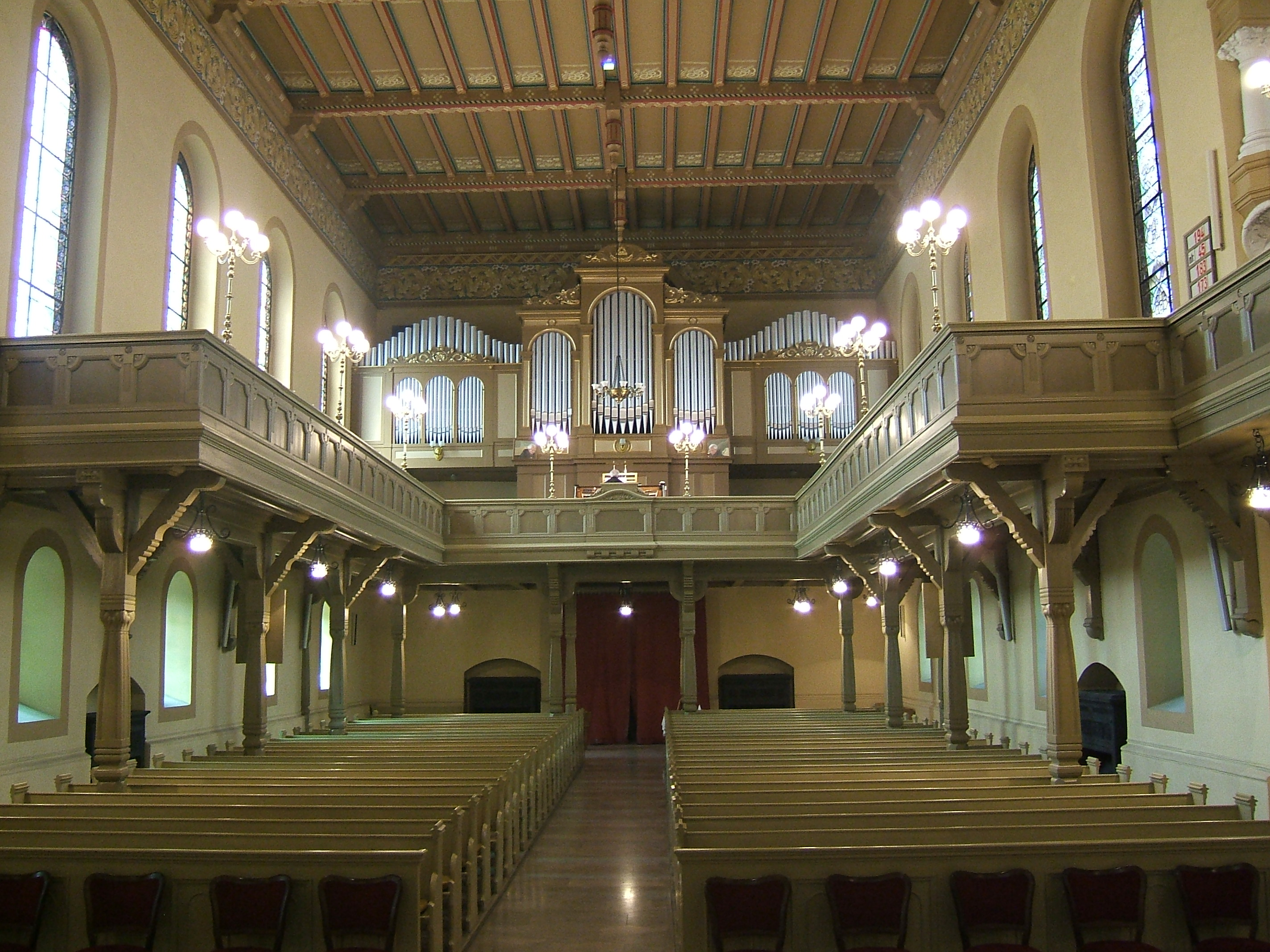
Orgelempore

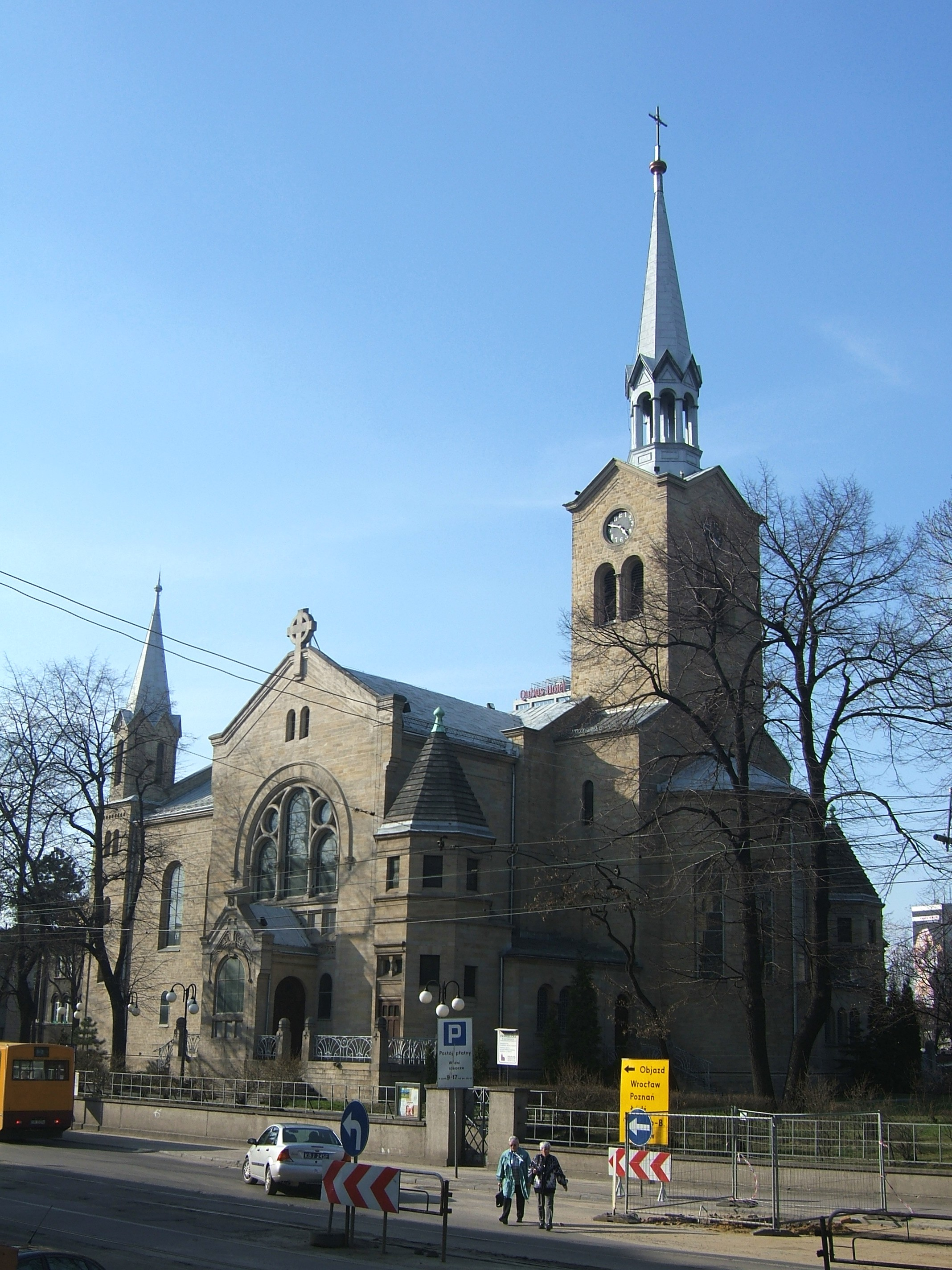
Auferstehungskathedrale von Osten

Die Sauer-Orgel (opus 1240) der Auferstehungskirche wurde 1922 erbaut und verfügt über eine pneumatische Spiel- und Registertraktur. Das romantische Instrument ist dreimanualig und mit 52 Registern das größte der Innenstadt von Katowice. Das Instrument wurde im Laufe der Zeit etwas verändert; die heutige Disposition lautet:
| I Manual C–          |          |
| Principal            | 16′      |
| Principal            | 8′       |
| Flote Harmonique     | 8′       |
| Viola di gamba       | 8′       |
| Gedackt              | 8′       |
| Gemshorn             | 8′       |
| Flauto dolce         | 8′       |
| Octave               | 4′       |
| Spitzflöte           | 4′       |
| Dolce                | 4′       |
| Octave               | 4′       |
| Rauschquinte         | 2 ⁄3′+2′ |
| Cornett-Mixtur III–V |          |
| Trompete             | 8′       |
|                      |          |

| II Schwellwerk C– |       |
| Bourdon           | 16′   |
| Principal         | 8′    |
| Rohrflöte         | 8′    |
| Quintaton         | 8′    |
| Gemshorn          | 4′    |
| Principal         | 4′    |
| Nachthorn         | 2′    |
| Quinte            | 1 ⁄3′ |
| Siflet            | 1′    |
| Sesquialtera II   |       |
| Cimbel II         |       |
| Acuta II          |       |
| Clarinette        | 8′    |

| III Schwellwerk C–   |     |
| Liebl. gedackt       | 16′ |
| Geigenprincipal      | 8′  |
| Concertflöte         | 8′  |
| Zartgedackt          | 8′  |
| Harmonica            | 8′  |
| Aeoline              | 8′  |
| Voix celeste         | 8′  |
| Fugara               | 4′  |
| Rohrflöte            | 4′  |
| Dulciana             | 4′  |
| Flautino             | 2′  |
| Harmonia aetheria II |     |
| Oboe                 | 8′  |
| Trompette harmonique | 8′  |

| Pedal C–       |         |
| Contrabass     | 16′     |
| Subbass        | 16′     |
| Salicetbass    | 16′     |
| Octavbass      | 8′      |
| Cello          | 8′      |
| Octave         | 4′      |
| Quinte         | 10 2⁄3′ |
| Posaune        | 16′     |
| Liebl. gedackt | 16′     |
| Bassflöte      | 8′      |
| Dulciana       | 8′      |